# Карл Едцард (Източна Фризия)
Карл Едцард от Източна Фризия (на немски: Karl Edzard Prinz von Ostfriesland; на фризийски: Karel Edzard fan Eastfryslân; * 18 юни 1716 в замък Аурих; † 25 май 1744 в Аурих) от род Кирксена е от 12 юни 1734 г. до смъртта си 1744 г. 5. княз на Източна Фризия, последният княз от рода му.
Той е единственият син на княз Георг Албрехт от Източна Фризия (1690 – 1734) и съпругата му принцеса Кристиана Луиза фон Насау-Идщайн (1691 – 1723), дъщеря на княз Георг Август фон Насау-Идщайн (1665 – 1721) и принцеса Хенриета Доротея фон Йотинген-Йотинген (1672 – 1728). Баща му Георг Албрехт от Източна Фризия се жени втори път на 8 декември 1723 г. в Берум за маркграфиня София фон Бранденбург-Байройт (1707 – 1764), сестра на датската кралица София Магдалена (1700 – 1770), омъжена 1721 за крал Кристиан VI от Дания и Норвегия.
Всяка минута на деня при него е планувана. Карл Едцард получава уроци по римско право, средновековна управленска история и френски, четене на библията и други религиозни текстове. Той не посещава, заради ранната смърт на баща си, университет и военна академия, не пътува в Европа. Живее в Аурих.
Той умира на 25 май 1744 г. на 27 години в Аурих, няколко дена след като изпил една чаша айрян от жена му. . Не е изяснено дали е отровен.. Той е последен от рода си.
Пруският крал Фридрих II окупира Източна Фризия и на 23 юни 1744 г. страната е към короната на Прусия.

## Фамилия
Карл Едцард от Източна Фризия се жени на 25 юни 1734 г. в замък Берум за маркграфиня Вилхелмина София фон Бранденбург-Байройт (* 8 юли 1714, Веферлинген; † 7 септември 1749, Аурих), дъщеря на маркграф Георг Фридрих Карл фон Бранденбург-Байройт (1688 – 1735) и принцеса Доротея фон Шлезвиг-Холщайн-Зондербург-Бек ((1685 – 1761). Те имат една дъщеря:
- Елизабет от Източна Фризия (* 5 декември 1740; † 14 юни 1742)